# WAGS

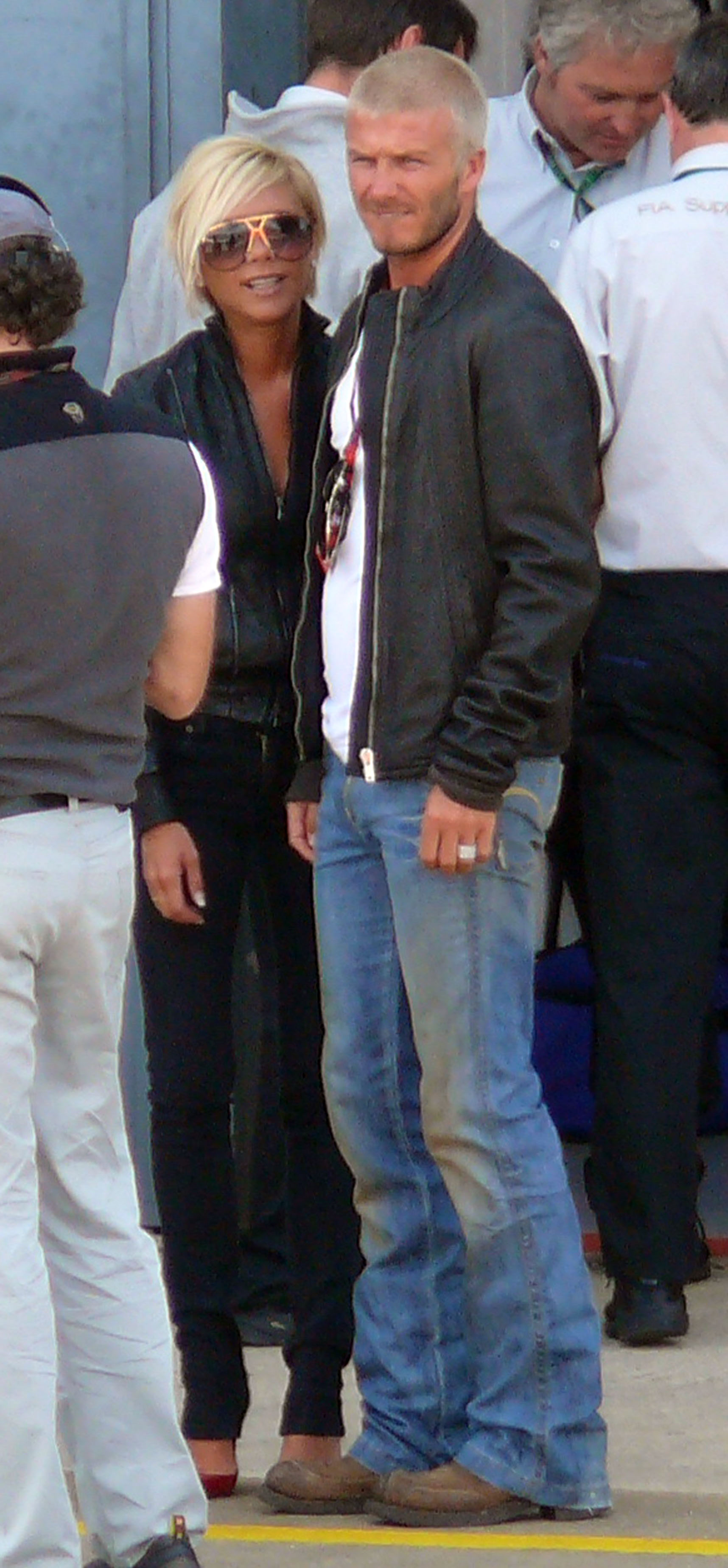
Victoria Beckham con il marito David

WAGS è l'acronimo dell'inglese Wives And Girlfriends (la S indica il plurale inglese) ovvero «mogli e fidanzate» di sportivi famosi, in particolare calciatori. È usato anche al singolare, WAG, per indicare una specifica partner di uno sportivo famoso. Solitamente si tratta di modelle, attrici o starlette televisive che, anche grazie alla loro vicinanza con i compagni sportivi, ottengono maggiore notorietà presso il grande pubblico.
Il termine fu usato per la prima volta dai tabloid inglesi per indicare le mogli e le fidanzate dei calciatori della Nazionale di calcio dell'Inghilterra. È entrato nell'uso comune durante i Mondiali di calcio FIFA 2006, anche se il termine era stato coniato in precedenza. L'acronimo da allora è stato utilizzato anche dai giornali negli altri Paesi per descrivere le partner femminili degli sportivi in generale, pur se rimane prevalente l'ambito calcistico.

## Nascita e uso del termine
L'interesse per le compagne dei calciatori risale agli anni 50 del XX secolo, quando fu data ampia risonanza al matrimonio dell'allora capitano inglese, Billy Wright, con la cantante Joy Beverley. Verso la fine degli anni '60, l'allora capitano Bobby Moore (1941-93) e la sua prima moglie Tina erano diventati una coppia «glamour» e «dorata».
Durante i Mondiali di Calcio del 1970 l'allora CT inglese espresse perplessità per la presenza di alcune avvenenti compagne dei giocatori durante la competizione, cosa poi giustificata dopo l'eliminazione della squadra ai quarti di finale, rimarcando altresì come invece nei Mondiali disputati in Inghilterra nel 1966 (e vinti dalla compagine di casa) il ritiro fosse vietato alle mogli o fidanzate dei calciatori.
L'interesse per queste figure femminili tornò alla ribalta alla fine degli anni 90 quando David Beckham, campione e capitano dell'Inghilterra, sposò l'ex Spice-Girls Victoria Adams e dalla stampa di gossip fu dato ampio risalto a tutto ciò che facevano le due celebrità. Nasce in questo frangente lo stereotipo della WAG, ovvero una bella ragazza compagna di uno sportivo famoso — particolarmente un calciatore — che vive nell'agiatezza che le consente l'alto ingaggio del compagno, e che non perde occasione per esibire il suo fisico sui social network.
Il primo uso riscontrato del termine WAG sembra risalire al 2002 quando comparve in una articolo del Sunday Telegraph, tuttavia la maggiore notorietà arrivò nel 2006 quando la stampa inglese, in corrispondenza dei Mondiali di calcio, dava ampio risalto all'attività di gossip delle compagne dei calciatori inglesi impegnati nella manifestazione. In tale contesto le WAGS di maggiore spicco erano Victoria Beckham, moglie del fuoriclasse David Beckham (definita «La regina delle WAGS»), Cheryl Cole, moglie all'epoca di Ashley Cole, Coleen Rooney, moglie di Wayne Rooney. Anche la moglie dell'allora allenatore Sven-Göran Eriksson, l'avvocata italiana Nancy Dell'Olio, godeva di una certa popolarità per il suo rapporto con lo svedese.
Molte celebrità sono considerate WAG, avendo sposato o frequentato uno sportivo famoso: tra le più famose si includono la già citata Victoria Beckham, Gisele Bündchen, Hilary Duff, Khloe Kardashian, Carrie Underwood.
Spesso, a parte rari casi, queste donne vivono di luce riflessa il tempo della loro presenza accanto ai calciatori famosi. Alcune di loro riescono ad emergere nel mondo della moda o della televisione grazie alla loro avvenenza fisica. Oggi il connubio calciatore-modella rappresenta quasi la normalità nel mondo del gossip. Vi sono tuttavia esempi di mogli o compagne di calciatori che vengono definite WAGS pur non facendo parte del mondo dello spettacolo ma suscitando interesse nel gossip per la loro avvenenza fisica.

### Critiche
In una conferenza stampa nell'ottobre 2008 il calciatore Rio Ferdinand ha pesantemente criticato la cultura WAGS, in particolare quella del Mondiale di due anni prima, definendola un «circo» e lodando il nuovo allenatore dell'Inghilterra Fabio Capello per aver imposto un regime più disciplinato. L'ex capitano del Manchester United Roy Keane si era scagliato contro le mogli e le fidanzate dei calciatori, così come il loro stile di vita lussuoso, durante la stagione senza trofei nel 2001-2002. Keane ha attribuito la perdita di forma della squadra alla fissazione di alcuni dei suoi compagni per la ricchezza, affermando di aver «dimenticato il gioco, perso la fame di vittorie per seguire il Rolex, le macchine, la villa».

Alcune donne ritenute WAGS dalla stampa hanno preso le distanze da questa caratterizzazione stereotipata di ragazze intente solo allo shopping e alla vita vacua. Ad esempio la cantante Cheryl Cole delle Girls Aloud ha sottolineato il fatto che lei fosse in realtà una donna in carriera e non solo la moglie di un calciatore. La cantante Jamelia (il cui fidanzato calciatore, Darren Byfield ha giocato per la Giamaica) ha operato una distinzione tra, da un lato, quelle WAGS, come Victoria Beckham e Cheryl Cole, che «hanno un lavoro e una carriera» e, dall'altro, quelle che, a suo avviso, avevano solo «priorità sbagliate» e semplicemente spendevano i soldi dei loro fidanzati.

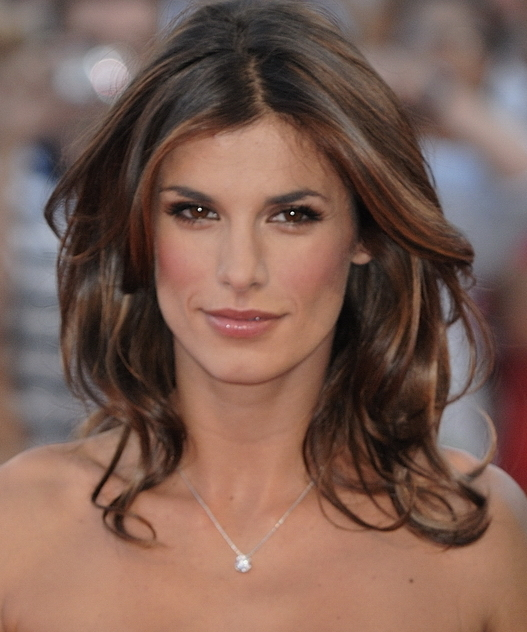
Elisabetta Canalis

Nel 2010, la Commissione per le pari opportunità e i diritti umani (EHRC) ha criticato il termine come sessista e ha dichiarato che è offensivo, poiché veniva spesso usato per sminuire le donne.  Dana Johannsen ha descritto il termine come" il più odioso acronimo in sport".

## WAGS in Italia
In Italia vi sono svariati casi di WAGS. Tra i primi esempi in tal senso, anche se all'epoca il termine non era utilizzato, si possono citare la showgirl Elisabetta Canalis e la modella e attrice Martina Colombari. La prima fu al centro di un fidanzamento con il calciatore Christian Vieri che monopolizzò le cronache rosa nei primi anni 2000 (in seguito i due si sono lasciati) da cui si creò il binomio calciatore-velina, utilizzato all'epoca per definire questo tipo di fidanzamenti. In quegli anni iniziò a diffondersi questo tipo di relazioni tra sportivi e soubrette.
La seconda, ex Miss Italia, dopo un fidanzamento con il campione di sci Alberto Tomba, sposò nel 2004 Alessandro Costacurta, all'epoca difensore del Milan, ed è tuttora compagna dell'ex calciatore.
Una delle WAGS più nota è la conduttrice Ilary Blasi, ex moglie del campione Francesco Totti. Anche la conduttrice Simona Ventura fu sposata dal 1998 al 2004 con il calciatore Stefano Bettarini quando ancora il termine WAGS non era utilizzato. La giornalista e conduttrice televisiva Ilaria D'Amico, compagna di Gianluigi Buffon, è un altro esempio di WAG famosa. In precedenza lo stesso giocatore è stato sposato con la modella Alena Šeredová.

## Nella cultura di massa
Nel 2002 fu prodotta dalla ITV una serie televisiva drammatica intitolata Footballers' Wives (Le mogli dei calciatori) in cui venivano narrate le vicende di un gruppo di mogli di calciatori e dei loro compagni. La serie è incentrata sul fittizio Earls Park Football Club (soprannominato "Sparks") ed è basata sul libro Footballers 'Wives Tell Their Tales, di Shelley Webb, moglie del calciatore britannico Neil Webb. I personaggi ricalcavano la percezione dello stile di vita delle WAGS, in particolare di Victoria Beckham. Il termine Footballer's Wife andò a sovrapporsi in parte con quello di WAGS ma il secondo era più generico, mentre il primo connotava uno stile di vita specifico del mondo del calcio.
Una serie televisiva statunitense del 2015 intitolata WAGS è andata in onda su E! network. È un reality show che presenta sia la vita professionale sia quella personale di diverse donne compagne di sportivi. Sono state prodotte anche due serie spin-off, WAGS Miami e WAGS Atlanta, incentrate rispettivamente sulle donne di Miami e Atlanta. Un'altra serie TV trasmessa da VH1 intitolata Basketball Wives e i suoi spin-off hanno coinvolto anche le WAGS di giocatori di pallacanestro professionisti.
Nella canzone di Estelle American Boy, Kanye West rappa i testi: «Ma parlo ancora di quel ca-a-sh, perché un sacco di WAGS vogliono sentirlo».
Due romanzi sono stati pubblicati usando il termine WAG, entrambi scritti da Alison Kervin. Il primo, A Wag's Diary, è uscito nell'ottobre 2007, pubblicato da Harper Collins; il secondo, A Wag's Diary in LA, è stato pubblicato nel giugno 2008.